# Arcaș călare

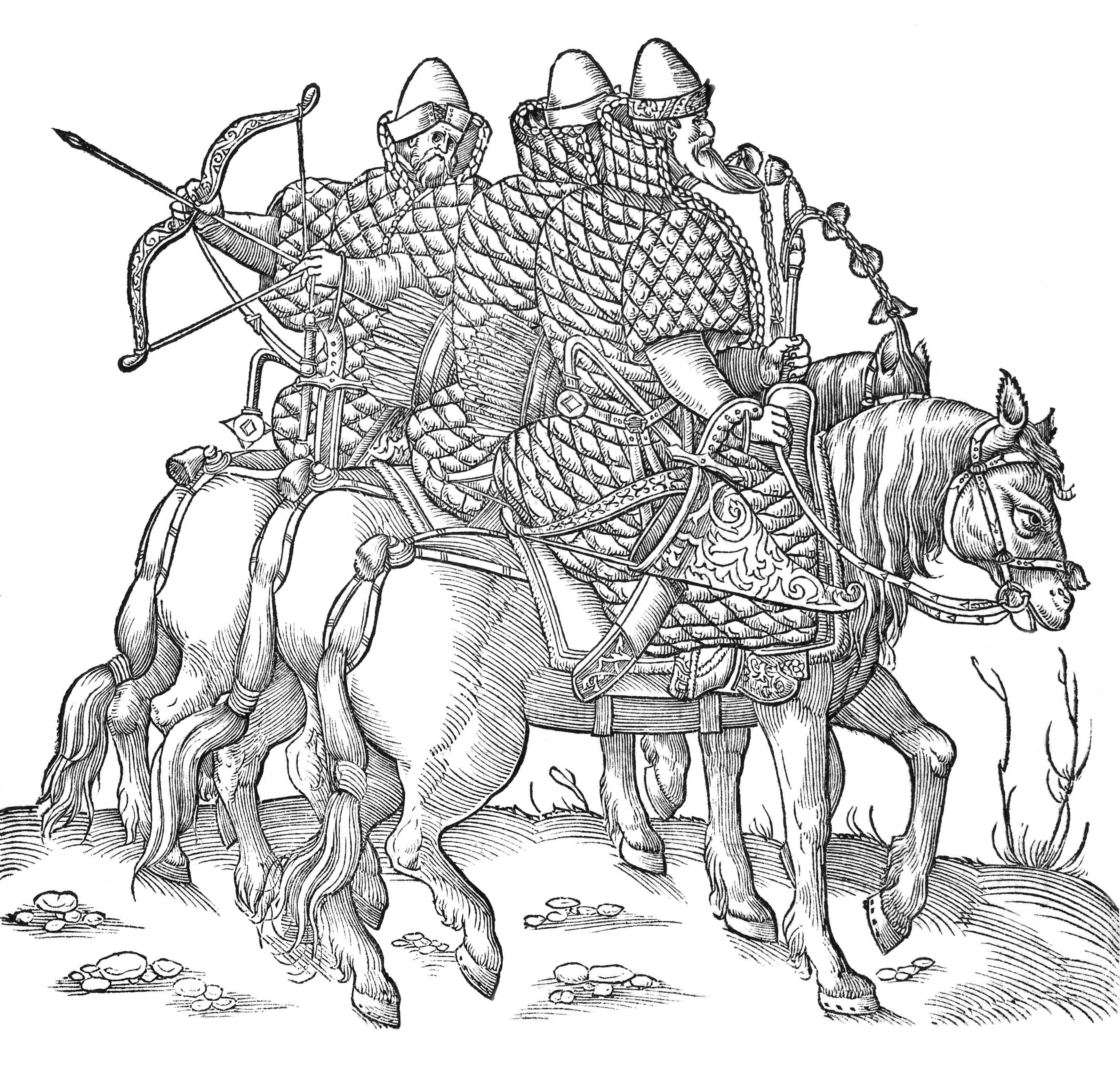

Arcașul călare este un membru al cavaleriei înarmat cu arc. Arcașul călare a fost arhetipul războinicului din Stepa eurasiatică și din preriile americane.